# Bianca Belair
Bianca Blair Crawford (Knoxville (Tennessee), 9 april 1989), beter bekend als Bianca Belair, is een Amerikaans professioneel worstelaar die sinds 2016 actief is in de World Wrestling Entertainment.
Belair maakte haar debuut in het professioneel worstelen bij WWE NXT. Al gauw werd Belair betrokken in de main event scene in NXT en streed voor het NXT Women's Championship onder verschillende gelegenheden.
In 2020 werd Belair verwezen van NXT naar SmackDown als deelname van de WWE Draft. Op het hoofdrooster boekte ze meteen groot succes. Ze won de jaarlijkse Royal Rumble wedstrijd bij het gelijknamig evenement in 2021. Daardoor heeft ze met succes Sasha Banks uitgedaagd voor het WWE SmackDown Women's Championship bij het evenement WrestleMania 37.
Pro Wrestling Illustrated rangeerde haar op nummer 1 van de top 150 vrouwelijke worstelaars in de PWI Women's 150 in 2021.

## Jeugdjaren
Blair ging naar Austin-East Magnet High School in Knoxville, Tennessee, waar ze in vele sporten slaagde, zoals atletiek. Blair was een atlete op de atletiekbaan, ze deed aan hordelopen. Ze had zoals ESPN schrijver Sean Hurd het noemde "een vluchtige zesjarige baancarrière" die haar naar drie verschillende universiteiten zag gaan. Ze ging eerst naar de Universiteit van South Carolina en daarna naar Texas A&M University, en later deed ze een jaar helemaal niet mee, voordat ze haar college carrière afsloot aan de Universiteit van Tennessee, waar ze All-SEC en All-American werd, en ook werd genoemd naar de academische honor roll van de SEC in 2011 en 2012. Ze was ook een CrossFit deelneemster en powerlifter en verscheen in RX magazine, Femme Rouge magazine en CrossFit.com. Blair was gedwongen haar CrossFit carrière op te geven vanwege intercostale chondritis, ook bekend als verschuivende rib syndroom

## Professionele worstelcarrière (2016-)

### WWE

#### NXT (2016–2020)
Belair voerde haar gegevens in de WWE prospects database in kort na het voortijdige einde van haar CrossFit carrière "meer in een opwelling dan met een daadwerkelijk plan", volgens Hurd. Minder dan twee weken later ontving ze een social media bericht van 20-jarige WWE veteraan Mark Henry, die Blair's profiel in het CrossFit circuit was tegengekomen, met de mededeling dat hij haar een try-out kon bezorgen, maar benadrukte dat ze het werk moest doen.
Na twee officiële try-outs, tekende Blair een contract bij WWE op 12 april 2016, en werd toegewezen aan het WWE Performance Center in Orlando, Florida. Blair maakte haar eerste verschijning tijdens een in-ring segment op een NXT live-evenement op 25 juni als "Binky Blair", waar ze verkondigde de "EST van NXT te zijn... mooiste, slechtste, sterkste." Ze maakte haar in-ring debuut in september, waarbij ze verloor van Aliyah. In de aflevering van 3 mei 2017 van NXT maakte Blair haar televisiedebuut onder de ringnaam Bianca Belair als onderdeel van een battle royale om de number one contender voor het NXT Women's Championship te bepalen, waar ze werd uitgeschakeld door Billie Kay en Peyton Royce. Belair nam deel aan de Mae Young Classic, waar ze Sage Beckett versloeg in de eerste ronde, maar in de tweede ronde werd uitgeschakeld door de uiteindelijke toernooiwinnaar Kairi Sane.
Na de Mae Young Classic, vanaf de 24 januari 2018 aflevering van NXT, begon Belair aan een ongeslagen streak door verschillende concurrenten te verslaan, zoals Lacey Evans. Candice LeRae, Aliyah, Dakota Kai en Deonna Purrazzo. Op 8 april maakte Belair haar WrestleMania debuut toen ze deelnam aan de WrestleMania Women's Battle Royal op WrestleMania 34 samen met andere vrouwen van het NXT roster; ze werd echter uitgeschakeld door Becky Lynch. Gedurende de rest van het jaar begon Belair een korte vete met Nikki Cross, wat leidde tot twee verschillende wedstrijden tussen de twee - een die eindigde in een dubbele count-out en een die eindigde in een no contest, nadat Aleister Black de wedstrijd onderbrak als gevolg van Cross' betrokkenheid bij een verhaallijn die hem betrof. Op 9 januari 2019, aflevering van NXT, versloeg Belair Cross in wat Cross' laatste wedstrijd was als onderdeel van het merk voordat ze naar het Main Roster verhuisde. Op 26 januari 2019, tijdens NXT TakeOver: Phoenix, had Belair haar eerste titelgevecht toen ze het opnam tegen Shayna Baszler voor het NXT Women's Championship, maar werd verslagen na meerdere interferenties door Jessamyn Duke en Marina Shafir, waardoor haar ongeslagen streak eindigde op 367 dagen. Ze zou nog een titelgevecht hebben op NXT TakeOver: New York, waar Baszler opnieuw haar titel behield toen ze Belair onderwierp.
Tijdens de 1 mei aflevering van NXT begon Belair een vete met Mia Yim nadat ze Yim had geconfronteerd in het WWE Performance Center. De week erna hadden ze een match die Belair zou winnen. Tijdens de volgende aflevering van NXT confronteerde Yim Belair backstage en zei dat ze een rematch wilde. Die match vond twee weken later plaats waar Yim de overwinning zou krijgen, het eerste pinfall verlies voor Belair in NXT. Een derde wedstrijd stond gepland voor de 5 juni aflevering van NXT, waar Yim opnieuw de overwinning zou pakken. Een "meedogenloze en agressieve" Belair zou terugkeren op NXT televisie in juli, waarbij ze zowel Priscilla Zuniga als Xia Li in minder dan drie minuten verpletterde, en Taynara Conti versloeg op de 4 september aflevering. Na die wedstrijd werd een triple threat wedstrijd aangekondigd tussen Belair, Yim, en Io Shirai om de nummer 1 kanshebber voor het NXT Women's Championship te bepalen. Een week later zou Candice LeRae aan de wedstrijd worden toegevoegd, waardoor het een fatal 4-way zou worden. De wedstrijd zou de eerste wedstrijd worden op de debuutaflevering van NXT op het USA netwerk, waar LeRae als overwinnaar uit de bus zou komen. Na Dakota Kai verslagen te hebben op de 9 oktober aflevering van NXT, zou Belair NXT Women's title contender Rhea Ripley uitdagen voor een wedstrijd.De wedstrijd vond twee weken later plaats waarbij Ripley de overwinning behaalde ondanks inmenging van buitenaf van Shirai en LeRae.
Tijdens NXT TakeOver: WarGames, Belair en Team Baszler (NXT Women's Champion Shayna Baszler, Io Shirai, en NXT UK Women's Champion Kay Lee Ray) tegenover Team Ripley (Rhea Ripley, Candice LeRae, Dakota Kai, en Tegan Nox) in de allereerste vrouwen WarGames wedstrijd, waar Ripley haar team de overwinning zou geven door Baszler te pinnen. De volgende nacht zou ze deelnemen aan Survivor Series, waar de drie merken (Raw, SmackDown en NXT) tegenover elkaar stonden in verschillende wedstrijden, waar ze deel uitmaakte van Team NXT die Team Raw en Team SmackDown versloegen in een 5-tegen-5-tegen-5 vrouwen eliminatiewedstrijd. Belair zou een opmerkelijke deelname hebben aan de Royal Rumble van 2020, waar ze haar eerste Women's Royal Rumble wedstrijd binnenkwam op nummer 2, en een recordaantal van 8 andere supersterren uitschakelde (samen met Baszler), voordat ze werd uitgeschakeld door de uiteindelijke winnares Charlotte Flair na 33 minuten en 20 seconden te hebben volgehouden. Tijdens TakeOver: Portland, werd Belair verslagen door de NXT Women's Champion Rhea Ripley in een ander titelgevecht. Belair's laatste wedstrijd op NXT vond plaats in de aflevering van 19 februari van NXT, waarin ze werd verslagen door de Royal Rumble winnares Charlotte Flair

##### SmackDown Vrouwen Kampioene en diverse gevechten (2020-heden)
Op de Raw na WrestleMania 36 maakte Belair haar debuut op het hoofdrooster door The Street Profits (Angelo Dawkins en haar man Montez Ford) te redden van Zelina Vega, Angel Garza en Austin Theory. Belair vestigde zich als lid van het Raw-rooster en werd gekoppeld aan The Street Profits, waardoor ze gezicht werd. De alliantie werd echter opgeheven omdat WWE vond dat ze niet paste bij de komische segmenten met het team. Als onderdeel van de 2020 Draft in oktober, werd Belair opgesteld naar het SmackDown merk.
Op 31 januari 2021, tijdens het Royal Rumble evenement, won Belair de Royal Rumble wedstrijd door Rhea Ripley als laatste te elimineren, en werd daarmee de allereerste Zwarte superster die deze prestatie in de geschiedenis van WWE neerzette, na The Rock. Ze zat meer dan 56 minuten in de wedstrijd, een record voor een deelneemster aan de Women's Royal Rumble match, nadat ze op nummer 3 was binnengekomen. In de 26 februari aflevering van SmackDown, daagde Belair officieel SmackDown Women's Champion Sasha Banks uit voor een titelgevecht op WrestleMania 37 en in het main event van de eerste avond. Op WrestleMania versloeg Belair Banks om het SmackDown Women's Championship te winnen, wat haar eerste titel in haar carrière markeerde. Ze behield vervolgens de titel tegen Bayley op WrestleMania Backlash, en op Hell in a Cell in een Hell in a Cell match.
Op SummerSlam zou Belair haar titel verdedigen tegen Sasha Banks, maar tijdens het evenement kondigde WWE aan dat Banks niet mee kon doen, en vervangen zou worden door Carmella. Carmella werd aangevallen door een terugkerende Becky Lynch, die Belair uitdaagde voor de titel. Belair accepteerde en verloor de wedstrijd in een halve minuut na twee bewegingen van Lynch, waardoor Lynch de titel won van Belair, en haar regeerperiode beëindigde op 133 dagen. Op Extreme Rules, in wat hun SummerSlam rematch had moeten zijn, versloeg Belair Lynch door diskwalificatie als gevolg van inmenging door een terugkerende Sasha Banks, waardoor ze de titel niet verdiende.
Als onderdeel van de 2021 Draft werd Belair opgesteld naar het Raw-merk. Op Crown Jewel, was Belair niet succesvol om de SmackDown Women's titel te heroveren in een triple threat-match tegen kampioene Becky Lynch en Sasha Banks.

## Andere media
Blair maakte haar videogamedebuut als speelbaar personage in WWE 2K19. Ook is een speelbaar personage in WWE 2K20.

## Privé leven
Op 9 juni 2017, kondigde Blair aan dat ze verloofd was met professionele worstelaar Kenneth Crawford, beter bekend als Montez Ford. Het stel trouwde op 23 juni 2018. Blair is de stiefmoeder van de twee kinderen van Crawford uit een eerdere relatie.

## Prestaties
- ESPY Awards
  - Best WWE Moment (2021) – Belair en Sasha Banks schrijven geschiedenis als de eerste zwarte vrouw op bij het evenement WrestleMania[10]
- Pro Wrestling Illustrated
  - Gerangschikt op nummer 1 van de 150 vrouwelijke worstelaars in the PWI Women's 150 in 2021[5]
- Sports Illustrated
  - Gerangschikt op nummer 9 van de top 10 vrouwelijke worstelaars van het jaar in 2018[11]
- WWE
  - WWE SmackDown Women's Championship (1 keer)[12]
  - Women's Royal Rumble (2021)[13]
  - Bumpy Award (1 time)
    - Best Match of the Half-Year (2021) – vs. Sasha Banks bij het evenement WrestleMania 37[14]